# Косолапов, Александр Борисович
Александр Борисович Косолапов (род. 25 ноября 1948, Приморский край) — советский и российский учёный и преподаватель, известный специалист в области географии, экологии и экономики туризма, рекреационной и медицинской географии. Почетный работник высшего профессионального образования РФ. Профессор Московского государственного университета спорта и туризма (с 2017), профессор Дальневосточного федерального университета (2011—2017), профессор Тихоокеанского медицинского университета (1992-2014). Доктор медицинских наук, профессор.

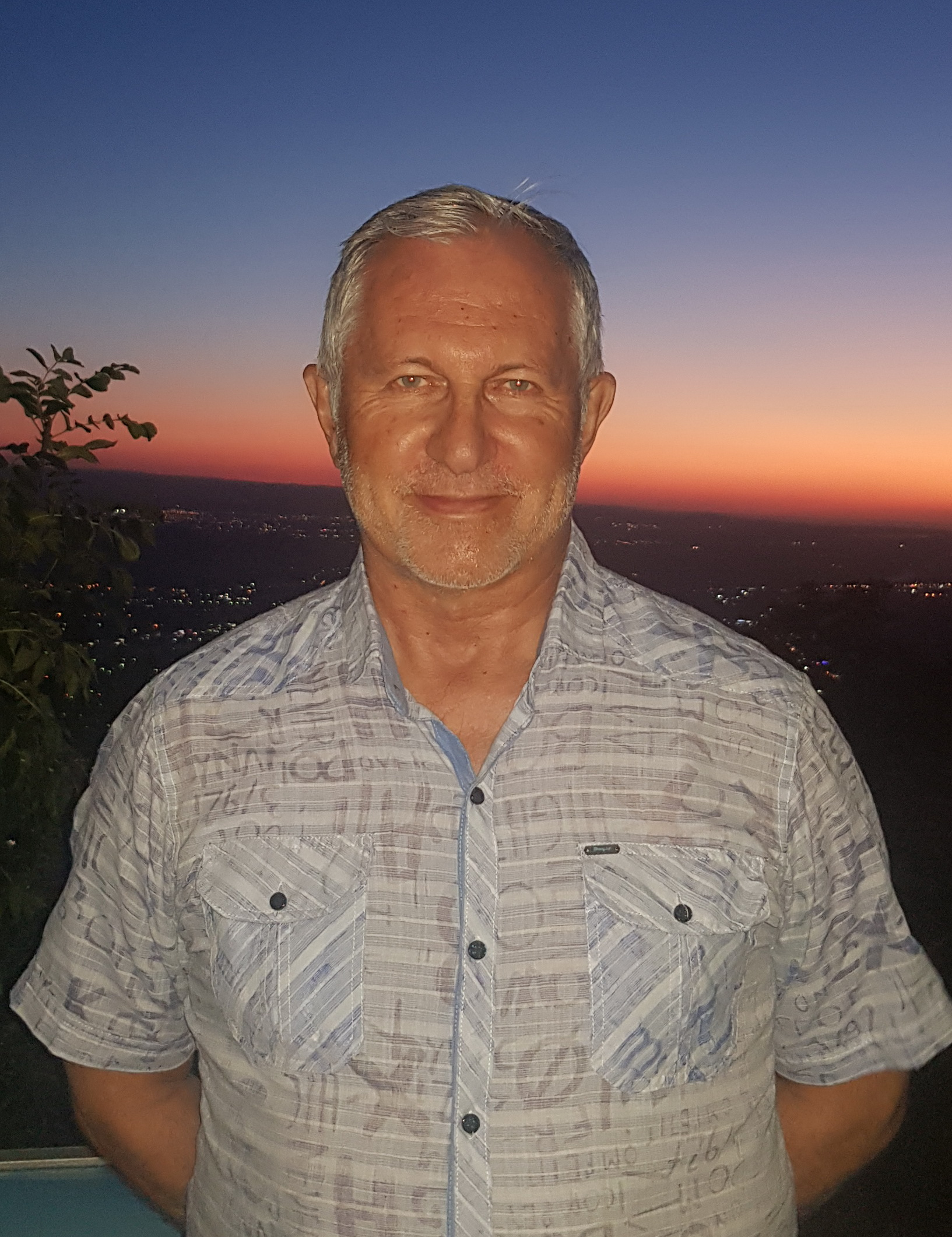
Photo_Kosolapov_2022

## Биография
Родился в 1948 г. в семье служащих. В 1966 г. окончил среднюю школу № 46 г. Владивостока с золотой медалью. С 1966 по 1972 гг. обучался во Владивостокском государственном медицинском институте, по окончании которого работал на кафедрах патологической физиологии, неврологии, социальной гигиены и организации здравоохранения. С 1981 г. по настоящее время - с.н.с., зав. лабораторией, в.н.с. лаборатории социальной и медицинской географии Тихоокеанского института географии Дальневосточного отделения РАН. Участник многочисленных научных экспедиций по Дальнему Востоку и Центральным районам России, Тихому океану, Северному Кавказу. Совмещает научную работу с педагогической деятельностью в Московском государственном университете спорта и туризма. Автор многочисленных учебников и учебных пособий по различным аспектам рекреации и туризма, а также медико-географической оценке территорий.

## Образование
В 1972 году закончил лечебный факультет Владивостокского государственного медицинского института.
В 1976 году защитил диссертацию на соискание ученой степени кандидата медицинских наук по теме «Процессы сосудистой и температурной регуляции у больных с закрытой черепно-мозговой травмой».
В 1992 году защитил во Всесоюзном НИИ социальной гигиены, экономики и управления здравоохранения диссертацию на соискание ученой степени доктора медицинских наук на тему «Здоровье населения Дальнего Востока (медико-географические и социально-гигиенические аспекты)».
В 1994 году присвоено ученое звание профессора по кафедре социальной гигиены и организации здравоохранения.

## Научная и научно-педагогическая деятельность
- с 1972 по 1973 гг. — старший лаборант кафедры патофизиологии, кафедры неврологии Владивостокского государственного медицинского института.
- с 1974 по 1976 гг. — клинический ординатор кафедры неврологии Владивостокского государственного медицинского института.
- с 1976 по 1977 гг. — врач-невропатолог Приморской краевой физиотерапевтической больницы.
- с 1977 по 1981 гг. — ассистент кафедры социальной медицины, экономики и управления здравоохранением Владивостокского государственного медицинского института.
- с 1981 по 1986 гг. — старший научный сотрудник лаборатории медицинской географии Тихоокеанского института географии ДВНЦ АН СССР.
- с 1986 по 2006 гг. — заведующий лабораторией медицинской географии Тихоокеанского института географии ДВО РАН.
- с 1995 по 2011 гг. — профессор, научный руководитель центра здоровья Тихоокеанского государственного экономического университета.
- с 2006 г. по н. вр..— ведущий научный сотрудник лаборатории социальной и медицинской географии Тихоокеанского института географии ДВО РАН.
- с 2011 по 2017 гг. — профессор кафедры сервиса и туризма, руководитель магистратуры по туризму и гостиничному делу, член ученого совета Школы экономики и менеджмента Дальневосточного федерального университета.
- с 2016 по 2017 гг. — профессор кафедры профилактической медицины и общественного здоровья Школы биомедицины Дальневосточного федерального университета.
- с 2017 по 2018 гг. — профессор кафедры туризма Московского государственного института индустрии туризма имени Ю. А. Сенкевича.
- с 2018 г. — зав. кафедрой туризма Московского государственного института индустрии туризма имени Ю. А. Сенкевича.
- с 2019 г. — профессор кафедры туризма Московского государственного института физической культуры, спорта и туризма имени Ю. А. Сенкевича.
- с 2021 по 2023 гг. — профессор кафедры туризма Московского государственного университета спорта и туризма (МГУСиТ).
- с 2023 по н.вр.  — профессор кафедры физиологии спорта и физического воспитания, профессор кафедры базовых видов спорта, профессор кафедры туризма Московского государственного института индустрии туризма имени Ю. А. Сенкевича, член ученого совета МГУСиТ

Член редколлегий научных журналов «Известия ДВФУ. Экономика и управление», «Научный вестник МУСиТ», «Проблемы устойчивого развития туризма». В 2013—2017 гг. являлся членом диссертационного совета при ДВФУ по экономическим и техническим наукам (№ Д212.056.16).

## Научные интересы и работы
Круг научных интересов — фундаментальные основы медицины, адаптивная физическая культура и адаптивный спорт, физиология, геронтология, медицинская география. Один из разработчиков концепции антропоэкологической оценки территории в медико-географических исследованиях, апробация которой проводилась на примере различных районов Дальнего Востока. Участвовал в исследованиях в области фитотерапии, фармакологической и немедикаментозной коррекции различынх патолоигческих состояний. Были осуществлены экспедиции по Приморью, Приамурью, Сахалину, Якутии, Чукотки, в ходе которых удалось собрать большой материал по лекарственным растениям и их опыте применения в лечении различных заболеваний. Соавтор нескольких медицинских патентов. Автор более 600 научных и учебно-методических работ, в том числе 20 учебников, 32 учебных пособий. Принимал участие в создании медико-географических и рекреационно-географических карт, атласных изданий (Атлас распространения инфекционной заболеваемости в Приморском крае, Атлас Курильских островов, Атлас туристских ресурсов Тихоокеанской России и др.). Участвовал в разработке проектов трех национальных парков и двух природных парков в Приморском крае, в градостроительном проекте города Баневурово (Хабаровский край), в медико-геогирафической оценке территории, примчкающей к Нижне-Бурейской ГЭС и др.
Активно занимается учебно-методической деятельностью. Автор рейтинговых учебников и учебных пособий по рекреации и туризму, используемых вузами России, Белоруссии, Украины, Молдовы, Казахстана.

### Избранные научные работы
- Здоровье населения Дальнего Востока: медико-географические и социально-гигиенические аспекты. Владивосток: Дальнаука, 1996.
- Лимитирующие факторы туризма. Владивосток: ДВГАЭУ, 2000.
- Медицинская география и экология человека в Сибири и на Дальнем Востоке. Иркутск: ИГ СО РАН, 2002. (соавторы: Прохоров Б. Б., Рященко С. В. и др.)
- Проблемы мониторинга и прогнозирования здоровья населения. Владивосток: ТИГ ДВО РАН, 2006. (соавторы: Лозовская С. А., Цыбулько Е. И.)
- Атлас распространения инфекционной заболеваемости в Приморском крае. Владивосток: ТИГ ДВО РАН, 2007. (соавторы: Болотин Е. И., Ананьев В. Ю.)
- Региональная антропоэкологическая оценка территории и здоровья населения. Владивосток: Дальнаука, 2008. (соавторы: Лозовская С. А., Гончарук И. В. и др.)
- Эколого-географическое картографирование и прогнозирование. Владивосток: Дальнаука, 2012. (соавторы: Лозовская С. А., Изергина Е. В. и др.).
- Поясно-географическая адаптация спортсменов. Дальнаука, 2013 (соавтор С. Н. Ежов).

### Учебно-методические работы
- География российского внутреннего туризма: учебник для студентов вузов. М.: КноРус, 2022.
- Технологии гостиничной деятельности: учебное пособие для студентов бакалавриата. М.: Дашков и К, 2020.
- Технология и организация туроператорской и турагентской деятельности: учебник для студентов вузов. М.: КноРус, 2022.
- Организация туристской деятельности: учебник для студентов вузов. М.: КноРус, 2022
- Предоставление экскурсионных услуг (соавт. Гатауллина С.Ю.., Кушнарева И.Ю.), М.: КноРус, 2022.

## Членство в научных организациях
- Русское географическое общество
- Ассоциация российских географов-обществоведов
- Национальная академия туризма
- Российская академия естествознания
- Российская экологическая академия

## Звания и награды
- Почетный работник высшего профессионального образования Российской Федерации
- Золотая медаль ВДНХ за серию медико-географических карт
- Лауреат Премии Правительства РФ в номинации "Лучшие ученые России".